# Marcilly-sur-Eure
Marcilly-sur-Eure település Franciaországban, Eure megyében. Lakosainak száma 1611 fő (2022. január 1.). Marcilly-sur-Eure Courdemanche, Croth, Illiers-l’Évêque, Lignerolles, Louye, Sorel-Moussel, Abondant és Saint-Laurent-des-Bois községekkel határos.

## Népesség
A település népességének változása:
| Lakosok száma | 565  | 692  | 1244 | 1427 | 1575 | 1566 | 1580 | 1599 | 1594 | 1611 |
|               | 1968 | 1982 | 1990 | 2006 | 2013 | 2015 | 2017 | 2019 | 2020 | 2022 |